# بفندریانا-نورد (بخش)
بفندریانا-نورد (به لاتین: Befandriana-Nord District) یک بخش‌های ماداگاسکار در ماداگاسکار است که در سوفیا (ماداگاسکار) واقع شده‌است. بفندریانا-نورد ۸٬۷۱۸٫۹۸ کیلومتر مربع مساحت و ۲۴۱٬۰۸۲ نفر جمعیت دارد.